# Ulrich Greifelt
Ulrich Heinrich Emil Richard Greifelt (8 de diciembre de 1896, Berlín - 6 de febrero de 1949, Landsberg) fue un oficial de las SS alemán y general de la policía nazi. Como criminal de guerra fue condenado a cadena perpetua en el Juicio del RuSHA.

## Trayectoria
Hijo de un farmacéutico, combatió en la Primera Guerra Mundial, obteniendo el retiro tras la derrota con el grado de Oberleutnant (lugarteniente o teniente primero), incorporándose luego a los Freikorps, grupos paramilitares que defendían al gobierno alemán y dentro de él a la derecha. Durante la República de Weimar se empleó como economista en una empresa de Berlín, pero perdió el trabajo cuando la crisis económica afectó a toda Alemania.
Se unió al Partido Nazi en abril de 1933 (número de miembro 1 667 407) y a las SS en junio de 1933 (número de miembro 72.909).
En 1942, trabajando bajo órdenes directas de Heinrich Himmler, fue el cerebro de la Ordenanza (Arnodnung) N° 67/1, que disponía que aquellos niños polacos que parecieran alemanes debían ser sacados de los orfanatos, llevados para ser examinados en la SS-Rasse- und Siedlungshauptamt y ser sometidos a un estudio psicológico para demostrar si su origen racial era ario. En caso afirmativo serían enviados a las familias de los miembros de las SS para que los adoptaran, ocultando su origen polaco a los posibles padres.
El secuestro de niños por la Alemania nazi tenía como objetivo llevar a los niños considerados arios del resto de Europa a Alemania para su germanización. Durante la expulsión de polacos por parte de la Alemania nazi como parte de la política del Lebensraum, miles de niños fueron secuestrados. Poco después de la invasión de Polonia, los nazis comenzaron una extensa campaña de secuestros de niños extranjeros. Aunque al principio estos secuestros se limitaron, principalmente, a los llamados alemanes étnicos, pronto se hizo evidente que no había suficientes niños para satisfacer los objetivos nazis, y el programa se amplió por lo tanto para incluir a todos niños de «buenas» características raciales. Es decir, cuya apariencia física —como rubios pelo y ojos azules— que indicaran que el niño podría tener algo de sangre «nórdica» o podría hacerse de él un buen alemán. Los examinadores raciales de la SS realizaban estos exámenes para determinar si el niño era de sangre «buena» o «inferior».

## Juicio y condena

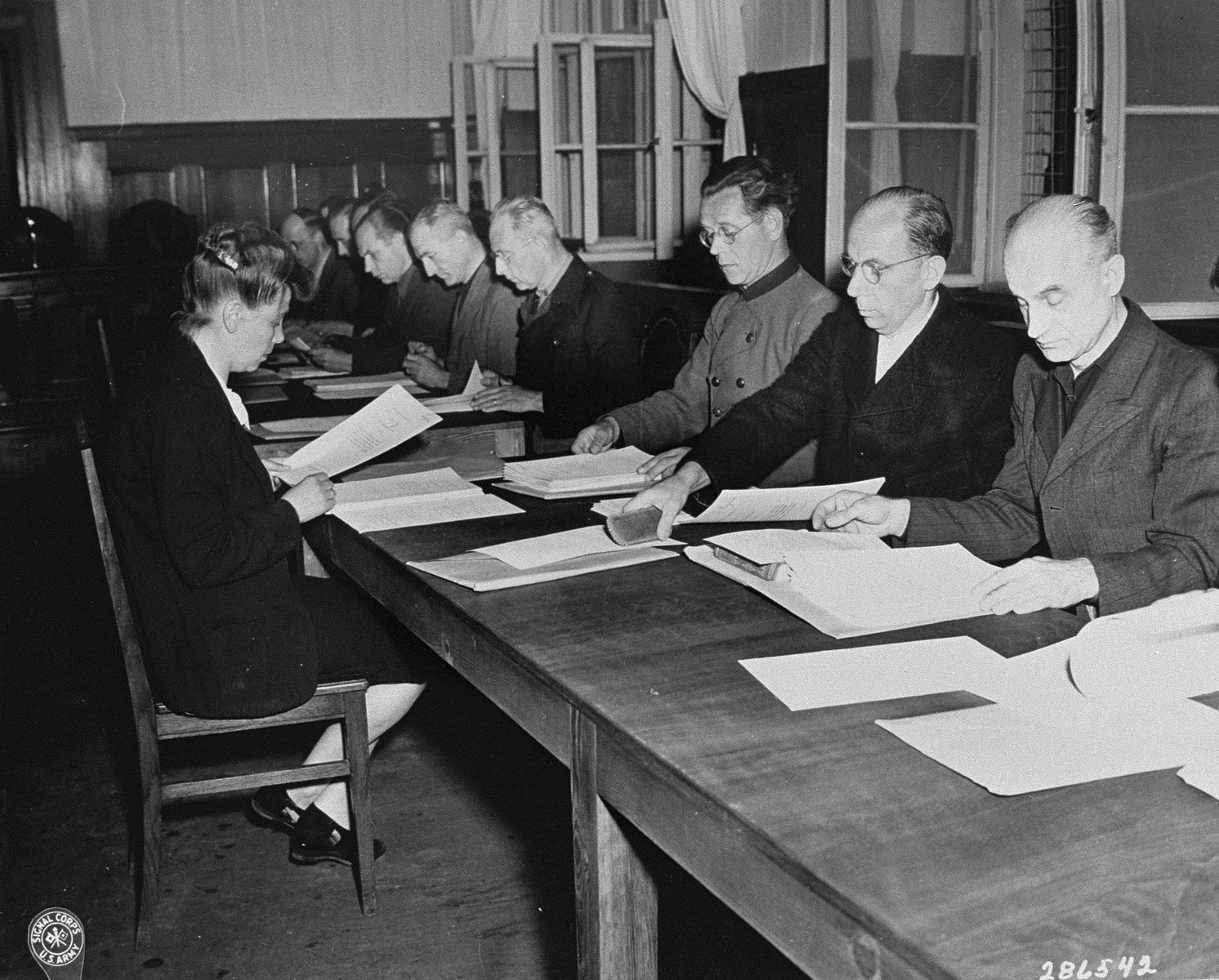
Juicio del RuSHA

Al finalizar la  II Guerra Mundial, en mayo de 1945, Greifelt fue arrestado y meses después se le inició juicio como criminal de guerra. Greifelt fue condenado a cadena perpetua en el juicio del RuSHA, el 10 de marzo de 1948, como el principal responsable de la expulsión de personas de Eslovenia, Alsacia, Lorena y Luxemburgo. El Juicio del RuSHA contra las políticas raciales de genocidio de las SS (oficialmente, Estados Unidos de América vs. Ulrich Greifelt, et al),  fue el octavo de los doce juicios celebrados en Núremberg.

El acusado Ulrich Greifelt, como jefe de la Oficina Principal del Estado Mayor y representante de Himmler, fue, con la excepción de Himmler, la principal fuerza impulsora en todo el programa de germanización. Por la abundancia de pruebas se establece más allá de una duda razonable, como se ha detallado hasta ahora en esta sentencia, que el acusado Greifelt es responsable penalmente de las siguientes acciones: secuestro de niños extranjeros; obstaculizar la reproducción de los nacionales enemigos; evacuaciones forzosas y reasentamiento de poblaciones; la germanización forzosa de nacionales enemigos; la utilización de nacionales enemigos como mano de obra esclava; y el saqueo de la propiedad pública y privada. Las pruebas presentadas son insuficientes para establecer más allá de una duda razonable la culpabilidad del acusado Greifelt por los siguientes cargos específicos: abortos entre los trabajadores del Este; quitarle los hijos a los trabajadores orientales; y el castigo a los extranjeros nacionales para tener relaciones sexuales con alemanes. El acusado Greifelt es encontrado culpable de los cargos uno y dos de la acusación.

Greifelt falleció el 6 de febrero de 1949 en la prisión para criminales de guerra en Landsberg am Lech.